# سارایلی
سارایلی (انگلیسی: Sarayly) یک شهرک در شهرستان بلاگووارسکی باشقیرستان کشور روسیه است.